# Aurelio Angonese
Aurelio Angonese (Venezia, 16 aprile 1929) è un ex arbitro di calcio italiano.

## Biografia
Ha diretto 181 partite di serie A. Esordì nella massima categoria il 2 ottobre 1960 in occasione della partita Inter-Bari, terminata 2:1. Divenne arbitro internazionale nel 1967, dirigendo in tutto un centinaio di gare, fra cui i Mondiali di calcio del 1974 in Germania Ovest.
Ha cessato l'attività agonistica nella stagione 1973-1974 (l'ultima gara da lui arbitrata fu Bologna - Napoli 2:2, il 5 maggio 1974) con cinque anni di anticipo rispetto ai limiti regolamentari. Nella stagione 1969-1970 è stato insignito del Premio "Giovanni Mauro", destinato al direttore di gara particolarmente distintosi. Nel 1973 ha arbitrato la finale di Coppa Italia tra Milan e Juventus.
Nel 1978 è stato commissario regionale AIA per il Veneto. Nel 1986 fu commissario speciale per la CAN A e B. Nel 1991 fu Presidente della Corte d'Appello dell'AIA, nel 1993 Procuratore Arbitrale e nel 1995 Direttore della Scuola Arbitrale. È stato delegato UEFA fino al 1999.

## Carriera internazionale
Nel dicembre 1971 fu a Montevideo per svolgere le funzioni di assistente dell'arbitro scozzese Mackenzie nella gara di ritorno della finale di Coppa Intercontinentale tra Nacional Montevideo e Panathīnaïkos.
Nel 1974, durante i Mondiali di calcio, arbitrò il 18 giugno allo Stadio Olimpico di Berlino Ovest Germania Est-Cile, una partita dai risvolti anche extra calcistici e terminata sull'1 a 1 e la finale per il terzo posto, il 6 luglio, a Monaco di Baviera Brasile-Polonia (0:1). Due esperienze anche come guardalinee: il 22 giugno in Brasile-Zaire (3:0) e il 26 giugno in Germania Ovest-Yugoslavia (2:0); in precedenza, il 14 giugno ad Amburgo, era stato l'arbitro di riserva (il titolare era il senegalese N'Diaye) del match tra Germania Est e Australia (2:0).
Fu al fianco di Concetto Lo Bello, nella veste di assistente, in occasione della finale di Coppa Intercontinentale del 1966 (Real Madrid-Penarol) e di Coppa dei Campioni 1968 (Manchester United-Benfica).